# Villasabariego
Villasabariego est un municipio (municipalité ou canton), dans la province de León, communauté autonome de Castille-et-León, dans le Nord de l'Espagne.
Le territoire de ce municipio est traversé par le Camino francés du chemin de Saint-Jacques, qui passe par la localité de Villarente.

## Histoire
Sur le territoire du municipio se trouvent les vestiges de la ville romaine de Lancia (es).

## Géographie

### Localités
- Palazuelo de Eslonza
- Valle de Mansilla
- Vega de los Árboles
- Villabúrbula
- Villacontilde
- Villafalé
- Villafañe
- Villarente
- Villasabariego
- Villimer
- Villiguer

## Pèlerinage de Compostelle
Sur le Camino francés du pèlerinage de Saint-Jacques-de-Compostelle, on vient de la localité de Villamoros de Mansilla dans le municipio de Mansilla Mayor ; la prochaine halte est la localité de Arcahueja, dans le municipio de Valdefresno.

## Sources
- (es) Cet article est partiellement ou en totalité issu de l’article de Wikipédia en espagnol intitulé « Villasabariego » (voir la liste des auteurs).
- Grégoire, J.-Y. & Laborde-Balen, L. , « Le Chemin de Saint-Jacques en Espagne - De Saint-Jean-Pied-de-Port à Compostelle - Guide pratique du pèlerin », Rando Éditions, mars 2006,  (ISBN 2-84182-224-9)
- « Camino de Santiago St-Jean-Pied-de-Port - Santiago de Compostela », Michelin et Cie, Manufacture Française des Pneumatiques Michelin, Paris, 2009,  (ISBN 978-2-06-714805-5)
- « Le Chemin de Saint-Jacques Carte Routière », Junta de Castilla y León, Editorial